# Ove Fernö
Ove Fernö, chimiste suédois du laboratoire pharmaceutique suédois Leo Läkemedel AB (sv), né en 1916 à Gothenburg, est l’inventeur du substitut nicotinique ou traitement nicotinique de substitution,,.
Il est mort à 91 ans en octobre 2007 à Helsingborg en Suède.
Il était lui-même fumeur et persuadé que la nicotine était responsable de la dépendance au tabac et pas le tabac lui-même. Il s’est inspiré en 1967 d’une idée de ses collègues Stefan Lichtneckert et Claes Lundgren de l'Institut de physiologie de l'Université de Lund.